# Swedish House Mafia diskografi
Swedish House Mafias diskografi består af to opsamlingsalbum, to livealbum, seks musikvideoer og seks singler. Trioen blev formet i midt-00'erne, hvor de forinden have udgivet musik under forskellige konstellationer.
Deres første fælles udgivelse kom i 2007, hvor de teamede op med Laidback Luke og producerede nummeret "Get Dumb". Historien gentog sig i 2009, da de lavede nummeret "Leave the World Behind", som også fik en plads på deres første album, Until One.

## Album

### Studiealbum
| År   | Album detaljer                                                                             | Højeste placering | Certificering |
| År   | Album detaljer                                                                             | DEN               | Certificering |
| ---- | ------------------------------------------------------------------------------------------ | ----------------- | ------------- |
| 2022 | Paradise Again - Udgivet: 22. oktober 2010 - Pladeselskab: Republic - Format: CD, download |                   |               |

### Opsamlingsalbum
| År   | Album detaljer                                                                       | Højeste placering | Certificering |
| År   | Album detaljer                                                                       | DEN               | Certificering |
| ---- | ------------------------------------------------------------------------------------ | ----------------- | ------------- |
| 2010 | Until One - Udgivet: 22. oktober 2010 - Pladeselskab: Polydor - Format: CD, download | 31                |               |
| 2012 | Until Now - Udgivet: 19. oktober 2012 - Pladeselskab: Polydor - Format: CD, download | 21                |               |

### Livealbum
| År   | Album detaljer                                                                                             | Højeste placering | Certificering |
| År   | Album detaljer                                                                                             | DEN               | Certificering |
| ---- | --- | ----------------- | ------------- |
| 2012 | One Night Stand: The Live Album - Udgivet: 27. december 2012 - Pladeselskab: Virgin - Format: CD, download | —                 |               |
| 2014 | One Last Tour: A Live Soundtrack - Udgivet: 15. april 2014 - Pladeselskab: Virgin - Format: Download       | 33                |               |

## Singler
| År                                                               | Titel                                            | Højeste placering | Højeste placering | Højeste placering | Højeste placering | Højeste placering | Højeste placering | Højeste placering | Højeste placering | Højeste placering | Højeste placering | Certificering | Album                  |
| År                                                               | Titel                                            | DEN               | AUS               | AUT               | BEL               | GER               | IRL               | NLD               | SWE               | UK                | US                | Certificering | Album                  |
| ---------------------------------------------------------------- | ------------------------------------------------ | ----------------- | ----------------- | ----------------- | ----------------- | ----------------- | ----------------- | ----------------- | ----------------- | ----------------- | ----------------- | --- | ---------------------- |
| 2010                                                             | "One (Your Name)" (featuring Pharrell)           | 20                | 86                | 25                | 2                 | 41                | 7                 | 1                 | 11                | 7                 | —                 | - IFPI DEN: Guld - GLF: 7× Platin - ARIA: Guld - BEA: Platin - BPI: Platin - NVPI: Platin                                                                                | Until One og Until Now |
| 2010                                                             | "Miami 2 Ibiza" (vs. Tinie Tempah)               | 22                | 31                | 36                | 3                 | 46                | 5                 | 10                | 10                | 4                 | —                 | - GLF: 5× Platin - ARIA: Platin - BPI: Platin | Until One og Until Now |
| 2011                                                             | "Save the World"                                 | 15                | 62                | 31                | 5                 | 37                | 11                | 6                 | 4                 | 10                | —                 | - IFPI DEN: Guld - GLF: 5× Platin - ARIA: Platin - BEA: Guld - BPI: Guld                                                                                                 | Until Now              |
| 2011                                                             | "Antidote" (vs. Knife Party)                     | —                 | 100               | 30                | 35                | 63                | 39                | —                 | 17                | 4                 | —                 | - GLF: 3× Platin - BPI: Sølv | Until Now              |
| 2012                                                             | "Greyhound"                                      | 21                | 89                | 42                | 9                 | 53                | 25                | 18                | 6                 | 13                | —                 | - IFPI DEN: Guld - GLF: 7× Platin - ARIA: Guld - BPI: Guld | Until Now              |
| 2012                                                             | "Don't You Worry Child" (featuring John Martin)  | 2                 | 1                 | 5                 | 4                 | 9                 | 2                 | 5                 | 1                 | 1                 | 6                 | - IFPI DEN: 3x Platin - GLF: 9× Platin - ARIA: 7× Platin - BEA: Guld - BPI: 2× Platin - BVMI: 3× Guld - IFPI AUT: Guld - IFPI SWI: Platin - NVPI: Guld - RIAA: 3× Platin | Until Now              |
| 2021                                                             | "It Gets Better"                                 | —                 | —                 | —                 | —                 | —                 | —                 | —                 | 35                | —                 | —                 | | Paradise Again         |
| 2021                                                             | "Lifetime" (featuring Ty Dolla Sign & 070 Shake) | —                 | —                 | —                 | —                 | —                 | —                 | —                 | 35                | —                 | —                 | | Paradise Again         |
| 2021                                                             | "Moth to a Flame" (med The Weeknd)               | —                 | 8                 | 19                | 17                | 14                | 13                | 14                | 5                 | 15                | 27                | | Paradise Again         |
| 2022                                                             | "Redlight" (med Sting)                           | —                 | —                 | —                 | —                 | —                 | —                 | —                 | —                 | —                 | —                 | | Paradise Again         |
| "—" markerer en udgivelse der ikke opnåede en hitlisteplacering. |                                                  |                   |                   |                   |                   |                   |                   |                   |                   |                   |                   | |                        |

### Remixes
| År                                                               | Titel                                                                         | Original kunstner(e)                                             | Album       |
| ---------------------------------------------------------------- | ----------------------------------------------------------------------------- | ---------------------------------------------------------------- | ----------- |
| 2009                                                             | "Leave the World Behind" (Dimitri Vegas & Like Mike vs. SHM Dark Forest Edit) | Axwell, Ingrosso, Angello og Laidback Luke featuring Deborah Cox | Intet album |
| 2012                                                             | "Every Teardrop Is a Waterfall" (Coldplay vs. Swedish House Mafia)            | Coldplay                                                         | Until Now   |
| 2012                                                             | "Euphoria" (Swedish House Mafia Extended Dub)                                 | Usher                                                            | Until Now   |
| "—" markerer en udgivelse der ikke opnåede en hitlisteplacering. |                                                                               |                                                                  |             |